# Гомункулус (фільм, 1916)
«Гомункулус» (нім. Homunculus, 1916) — німецький шестисерійний німий художній фільм Отто Ріпперта, надзвичайно популярний у Німеччині під час Першої світової війни, який спричинив великий вплив на розвиток німецького кінематографа 1920-х років. Фільм не мав міжнародного резонансу, оскільки потрапив під бойкот, оголошений країнами Антанти на час війни всій німецької промисловості, зокрема кіноіндустрії. Німецькі фільми, зроблені в цей період, демонструвалися тільки в Німеччині.

## Сюжет
Професор Гансен і його асистент Родін здійснюють експеримент зі створення штучної людини — Гомункулуса. Вони зачинають його в реторті, і незабаром істота виростає в дорослу людину, наділену надзвичайним розумом і твердістю характеру. Професор Ортман краде новонародженого, підміняючи хворобливим немовлям. Через двадцять п'ять років Річард Ортман дізнається таємницю свого народження, і це прирікає його на страждання. Ізгой, він у пошуках кохання вирушає в мандри, але звістка про те, що він «людина без душі», слідує за ним по п'ятах. Люди відкидають його. Тоді Гомункулусом опановує ненависть і презирство. Використовуючи свої унікальні можливості (судячи з усього, мається на увазі гіпноз), він приходить до влади, і скоро ціла країна опиняється біля його ніг. Щоб помститися  людям, Гомункулус провокує страйк і жорстоко розправляється з протестувальниками. Апофеозом його прагнень стає світова війна, розв'язана з метою знищення людства. Але удар блискавки вбиває його.

## Серії

### Оригінальні серії
Перша, третя, п'ята і шоста серії фільму не збереглися, друга серія збереглася частково.
1. Гомункулус, частина 1 (Homunculus, 1. Teil)
2. Гомункулус, частина 2: Таємнича книга (Homunculus, 2. Teil — Das geheimnisvolle Buch)
3. Гомункулус, частина 3: Трагедія кохання Гомункулуса (Homunculus, 3. Teil — Die Liebestragödie des Homunculus)
4. Гомункулус, частина 4: Помста Гомункулуса (Homunculus, 4. Teil — Die Rache des Homunculus)
5. Гомункулус, частина 5: Винищення людства (Homunculus, 5. Teil — Die Vernichtung der Menschheit)
6. Гомункулус, частина 6: Кінець Гомункулуса (Homunculus, 6. Teil — Das Ende des Homunculus)

### Перемонтування і повторний випуск
У 1920 році фільм було перемонтовано і повторно випущено на екрани в скороченій трисерійній версії загальною тривалістю 275 хвилин. Фільми цієї версії вийшли в прокат під назвами:
1. Гомункулус, частина 1: Штучна людина (Homunculus, 1. Teil: Der künstliche Mensch)
2. Гомункулус, частина 2: Винищення людства (Homunculus, 2. Teil: Die Vernichtung der Menschheit)
3. Гомункулус, частина 3: Битва титанів (Homunculus, 3. Teil: Ein Titanenkampf)

## Дати прем'єр
- перша серія: 18 серпня 1916 року
- друга серія: 13 жовтня 1916 року
- третя серія: 27 жовтня 1916 року
- четверта серія: 10 листопада 1916 року
- п'ята серія: 1 грудня 1916 року
- шоста серія: початок 1917 року

## Вплив
Зігфрід Кракауер писав: 
«…Мотиви „Голема“ спливають в „Гомункулусі“ (1916) — шестичастинному фільмі Отто Ріпперта, який мав величезну популярність в роки війни. Головну роль виконав відомий данський актор Олаф Фьонсс, чия романтична зовнішність в ролі Гомункулуса вплинула на моду берлінських франтів.»
Тема і сюжет серіалу справили істотний вплив на багатьох німецьких кінематографістів і зарубіжних колег. Досвід авторів було використані, зокрема, в таких фільмах, як «Метрополіс» (1927) і «Альрауне» (1928). Окремі мотиви і сцени (зокрема, став кліше візуальний ряд — гонитва городян за Гомункулусом — за Кноком в Носферату — натовпу за Еріком у «Привиді опери» — робітників в Метрополісі за ЛжеМарією і жителів села за Чудовиськом Франкенштейна) так само перегукуються. Горбатий асистент Родін, який допомагає спочатку Гансену, потім самому Гомункулусу, очевидно вплинув на створення сценаристами фільму 1931 року помічника Віктора Франкенштейна горбатого злісного каліки Фріца.